# Liechtensteiner Cup 1962/63
Der Liechtensteiner Cup 1962/63 war die 18. Austragung des Fussballpokalwettbewerbs der Herren in Liechtenstein. Der Titelverteidiger FC Vaduz wurde vor Beginn des Turniers ausgeschlossen.

## Teilnehmende Mannschaften
Folgende acht Mannschaften nahmen am Liechtensteiner Cup teil:
| - FC Schaan - FC Schaan II - FC Vaduz II - FC Vaduz Seniors | - FC Ruggell - FC Balzers - FC Triesen - FC Triesen II |

## Viertelfinale
Das Spiel zwischen dem FC Schaan und dem FC Triesen fand in Vaduz statt. Der FC Vaduz II und FC Vaduz Seniors spielten in ihren Viertelfinals nur mit 10 Spielern.
|               | Ergebnis |                  |
| ------------- | -------- | ---------------- |
| FC Schaan     | 3:1      | FC Triesen       |
| FC Vaduz II   | 9:2      | FC Schaan II     |
| FC Balzers    | 2:4      | FC Vaduz Seniors |
| FC Triesen II | 1:4      | FC Ruggell       |

## Halbfinale
|            | Ergebnis |                  |
| ---------- | -------- | ---------------- |
| FC Schaan  | 8:0      | FC Vaduz II      |
| FC Ruggell | 1:0      | FC Vaduz Seniors |

## Spiel um Platz 3
Das Spiel um Platz 3 fand am 25. August 1963 in Vaduz statt.
| Datum      |                  | Ergebnis |             |
| ---------- | ---------------- | -------- | ----------- |
| 25.08.1963 | FC Vaduz Seniors | 2:0      | FC Vaduz II |

## Finale
Das Finale fand am 25. August 1963 in Vaduz statt.
| Datum      |           | Ergebnis |            |
| ---------- | --------- | -------- | ---------- |
| 25.08.1963 | FC Schaan | 3:1      | FC Ruggell |